# 太安 (北魏)
太安（455年六月-459年十二月）是北魏的君主魏文成帝拓跋濬的第三个年号，共计4年餘。

## 纪年
| 太安 | 元年  | 二年  | 三年  | 四年  | 五年  |
| ---- | ----- | ----- | ----- | ----- | ----- |
| 公元 | 455年 | 456年 | 457年 | 458年 | 459年 |
| 干支 | 乙未  | 丙申  | 丁酉  | 戊戌  | 己亥  |

## 參看
- 中国年号索引
  - 其他使用太安年號的政權
- 同期存在的其他政权年号
  - 孝建（454年正月—456年十二月）：南朝宋宋孝武帝刘骏的年号
  - 承平（443年-460年）：北凉政权沮渠無諱、沮渠安周年号